# Sphaerotrichia divaricata
Sphaerotrichia divaricata ist eine marine Braunalgen-Art aus der Familie der Chordariaceae. Auf Japanisch wird sie als Ishi-Mozuku oder Kusa-Mozuku bezeichnet und kommt in der japanischen Küche zur Anwendung.

## Beschreibung
Sphaerotrichia divaricata ist hell- bis dunkelbraun und variiert in der Größe bis zu etwa 30 Zentimeter Gesamtlänge. Die Exemplare können unterschiedlich stark verzweigt sein. Oft gehen die Zweige in einem 90-Grad-Winkel ab. Diese Art wächst im mittleren Gezeitenbereich bis zum Subtidal, bis etwa acht Meter Tiefe, auf Felsen, Muscheln, epiphytisch auf anderen Algen oder frei treibend.
Der Lebenszyklus von Sphaerotrichia divaricata beinhaltet heteromorphe Generationswechsel zwischen makroskopischen diploiden Sporophyten und mikroskopischen haploiden Gametophyten. Je nach Herkunftsgebiet sind dabei Unterschiede festzustellen: Bei drei Exemplaren von unterschiedlichen Stellen im Pazifik waren zwei Sporophyten heterozygot mit mikroskopischen zweihäusigen Gametophyten als Nachkommenschaft, während die mikrothallischen Nachkommen eines dritten Sporophyten asexuell waren. Unter dem mikrothallischen Nachwuchs der Sporophyten von drei Stellen des Atlantiks waren einmal zweihäusige Gametophyten und jeweils zweimal nur weibliche oder asexuelle. Wachstum und Fortpflanzung von Sphaerotrichia divaricata zeigten sich in Laborversuchen als temperaturabhängig: Niedrigere Temperaturen begünstigen das Wachstum der Sporophyten, während wärmere Temperaturen die Sporophyten dazu veranlassten, früher unilokuläre Sporangien zu produzieren.

## Verbreitung
Die Verbreitung von Sphaerotrichia divaricata erstreckt sich von Spitzbergen, dem Weißen Meer und der Ostsee über Skandinavien, Deutschland, Großbritannien, Irland, die französische Atlantikküste, die Azoren, die Türkei und Israel bis nach Russland, Kamtschatka, China, Korea, Japan, Queensland, British Columbia, New Jersey, Connecticut, New Hampshire, Québec, Labrador und Neufundland. Die Verbreitung entlang der nordamerikanischen Atlantikküste ist begrenzt durch die für die Reifung der Makrothalli noch ausreichende Sommertemperatur im Norden und das Zusammentreffen niedriger Temperaturen und langer Tageslängen.

## Nutzung und Inhaltsstoffe
In der japanischen Küche wird Sphaerotrichia divaricata als Ishi-Mozuku oder Kusa-Mozuku bezeichnet und verzehrt.
Sphaerotrichia divaricata enthält Fucoxanthin, das gegen Adipositas, Diabetes mellitus und Krebs wirkt, sowie Polyphenole, die antioxidativ wirken.

## Synonyme
Das Basionym ist Chordaria divaricata C.Agardh (1817). Homotypische Synonyme sind Castagnea divaricata (C.Agardh) J.Agardh (1882) und Nemacystus divaricatus (C.Agardh) Hygen (1934); heterotypische Synonyme sind Sphaerotrichia japonica Kylin (1940), Sphaerotrichia chordarioides Yamada (1944), Sphaerotrichia chordarioides var. gracilis Yamada (1944), Sphaerotrichia divaricata f. typica Inagaki (1954), Sphaerotrichia divaricata f. choratioides (Yamada) Inagaki (1954) sowie Sphaerotrichia divaricata f. gracilis (Yamada) Inagaki (1954).